# Obaga del Pas del Pi
L'Obaga del Pas del Pi és una obaga del terme municipal de Conca de Dalt, a l'antic terme d'Hortoneda de la Conca, al Pallars Jussà, en territori que havia estat del poble d'Hortoneda, però a prop de Pessonada.
Es troba al sud-est d'Hortoneda i a l'est-nord-est de Pessonada, a l'esquerra de la llau del Pas del Pi, al sud-oest de la Solana del Pas del Pi, al vessant nord del Serrat de Ramanitxo.